# Mojanci
Mojanci (en macédonien Мојанци, en albanais Majanca) est un village de la commune d'Aračinovo, au nord de la Macédoine du Nord. Il est situé entre Skopje et Kumanovo. Le village comptait 2 325 habitants en 2002. Il est majoritairement peuplé d'Albanais.

## Démographie
Lors du recensement de 2002, le village comptait :
- Albanais : 2 315
- Macédoniens : 2
- Autres : 8